# FIAPF
Die FIAPF (Fédération Internationale des Associations de Producteurs de Films) ist eine internationale Interessenvertretung der Filmproduzenten mit Sitz in Brüssel.
Ihre Mitglieder sind 34 nationale Filmproduzenten-Verbände in 27 Staaten weltweit. Aus Deutschland sind dies der Produzentenverband und die Allianz Deutscher Produzenten – Film & Fernsehen. Aus Österreich der Fachverband der Audiovisions und Filmindustrie und der Schweiz die Association Suisse des Producteurs de Films.
Präsident der FIAPF ist seit 2009 der Argentinier  Luis Alberto Scalella.

## Tätigkeitsfelder
Als einflussreiche Nichtregierungsorganisation ist die FIAPF bei Organisationen wie der UNESCO und der Welthandelsorganisation tätig. Zu ihren dringendsten Aufgaben zählt sie derzeit den Kampf gegen Urheberrechtsverletzungen im Filmbereich.
Darüber hinaus spielt die FIAPF eine wichtige Rolle als Regulator internationaler Filmfestivals. Eine Akkreditierung bei der FIAPF gilt als ein Maßstab für die internationale Bedeutung eines Festivals. 2016 sind 15 A-Festivals von der FIAPF anerkannt, dazu waren es für 2015 weltweit 24 Filmfestivals mit spezialisierten Wettbewerben. Akkreditierungen werden in folgenden Kategorien vergeben:
- Filmfestivals mit Wettbewerb (A-Festivals)
- Filmfestivals mit spezialisierten Wettbewerben
- Filmfestivals ohne Wettbewerb
- Dokumentar- und Kurzfilmfestivals